# Collasso dell'Età del Bronzo

Invasioni, distruzioni e possibili spostamenti di popolazioni tra il XIII e XI secolo a.C.

Il collasso dell'Età del Bronzo è un periodo tra il XIII e l'XI secolo a.C., contraddistinto da violenze e distruzioni materiali e culturali. Questo periodo di transizione vide il crollo delle economie palaziali della regione dell'Egeo e dell'Anatolia che furono rimpiazzate dalle culture di villaggio nel Medioevo ellenico e nella prima età del ferro del Vicino Oriente antico.
Esso coincide con la diffusione della tecnologia della lavorazione del ferro nella regione, iniziata in quelle che ora sono la Bulgaria e la Romania nel XIII e XII secolo a.C.
Tra il 1206 e il 1150 a.C. il crollo dei regni micenei, dell'impero ittita e dei piccoli regni in Siria, nonché del Nuovo Regno egizio in Siria e Canaan, portò all'interruzione dei contatti commerciali a lunga distanza ed all'arresto del processo di alfabetizzazione in corso.
Nella prima fase di questo periodo, quasi ogni città fra Pilo e Gaza venne distrutta, qualcuna definitivamente. Ḫattuša, Micene, Ugarit sono solo le città più importanti che condivisero tale sorte.
Le epoche seguenti videro nell'Egeo l'avvento del Medioevo ellenico, in Anatolia e nella Siria settentrionale il sorgere dei regni neo-ittiti (metà del X secolo a.C.) e, ad est dell'Eufrate, l'ascesa dell'impero neo-assiro.

## Testimonianze regionali

### Anatolia
Ogni sito importante risalente alla tarda Età del Bronzo mostra uno strato di distruzione che interrompe lo sviluppo della civiltà ittita. Ḫattuša, la capitale ittita, venne bruciata e abbandonata, e mai più ripopolata. Stessa sorte la subì Karaoğlan (nella quale i corpi delle vittime furono lasciati privi di sepoltura), così come Troia, bruciata per almeno due volte prima di essere abbandonata.

### Cipro
Una catastrofe separa il periodo Tardo cipriota TC-II dal TC-III. I siti di Enkomi, Kition, e Sinda furono incendiati e saccheggiati, probabilmente per due volte, prima di essere abbandonati; numerosi altri siti, sebbene non distrutti, vennero ugualmente abbandonati. Ad esempio a Pyla-Kokkinokremnos, un insediamento di breve durata, la presenza di varie scorte nascoste di metalli fa intuire che gli artigiani cui erano affidate non siano tornati a reclamarle, forse perché uccisi o ridotti in schiavitù. La ripresa dell'isola avvenne solo nella prima Età del Ferro, con nuovi insediamenti greci e fenici.

### Siria
I siti siriani prima del crollo mostrano la presenza di legami commerciali sia con l'Egitto che con l'Egeo. A Ugarit è evidente che la distruzione della città avvenne dopo il regno di Merenptah e la caduta dell'alto funzionario Bay. Le lettere di Ugarit, su tavolette d'argilla cotte dall'incendio che distrusse la città, parlano di un attacco giunto dal mare; in particolare, in una lettera proveniente da Alashiya, l'antico nome di Cipro, si legge di città già distrutte da assalitori venuti dal mare, nel momento in cui la flotta di Ugarit non era presente, in quanto impegnata lontano, in pattugliamenti lungo le coste anatoliche.

### Levante
Documenti egizi indicano come, a partire dal regno di Horemheb, il popolo nomade degli Shasu fosse diventato fonte di problemi. Ramesse II organizzò contro di loro campagne militari inseguendoli fino alla città di Moab, dove, poco dopo la battaglia di Kadesh, edificò una fortezza. Gli Shasu crearono molti problemi, in particolare durante il regno di Merneptah, quando giunsero a minacciare l'accessibilità alla "Via Maris/Via di Horus" situata a nord di Gaza. Il centro di Deir Alla subì una distruzione dopo il regno della regina Tausert. Il sito devastato di Lachish, durante il regno di Ramesse III, venne brevemente rioccupato da abusivi e da una guarnigione egiziana. Tutti i centri lungo la via di Horus a nord di Gaza vennero distrutti, e le prove mostrano che Gaza, Ashdod, Ashkelon, Akko, e Jaffa furono bruciate e abbandonate per circa trent'anni. Nell'entroterra Hazor (Tel Hazor), Bethel, Bet Shemesh, Eglon, Debir, e altri siti vennero distrutti. I profughi, cercando di sfuggire al collasso dei centri costieri, potrebbero essere stati assorbiti (non necessariamente in modo indolore) da elementi nomadi e anatolici in arrivo, iniziando così a far nascere piccoli villaggi disposti a terrazzo sui fianchi collinari nella regione degli altopiani, associati successivamente allo sviluppo della cultura ebraica.

### Grecia
Nessuno dei palazzi micenei della tarda Età del Bronzo sopravvisse, con la possibile eccezione delle fortificazioni ciclopiche dell'Acropoli di Atene; la distruzione fu più violenta nei palazzi e nei siti fortificati. Quasi il 90% dei piccoli siti nel Peloponneso venne abbandonato, dando probabilmente luogo ad uno spopolamento dell'area. La fine del collasso dell'Età del Bronzo segnò l'inizio di ciò che è chiamato Medioevo ellenico, durato più di 400 anni. Altre città, come Atene, continuarono ad essere abitate, ma con una sfera di influenza più locale, ed un impoverimento sia commerciale che culturale.

### Mesopotamia
Le città di Norsuntepe, Emar e Karkemiš vennero distrutte, e gli Assiri a stento riuscirono a sfuggire a un'invasione delle tribù dei Mushki durante il regno di Tiglath-Pileser I. Con la diffusione dei nomadi Aramei nelle campagne, il controllo statale nelle regioni babilonesi e assire divenne malsicuro e si ritrovò ad estendersi appena oltre i confini delle città. Durante il regno del sovrano elamita Shutruk-Nakhunte Babilonia venne saccheggiata dagli Elamiti, perdendo il controllo della valle del Diyala.

### Egitto

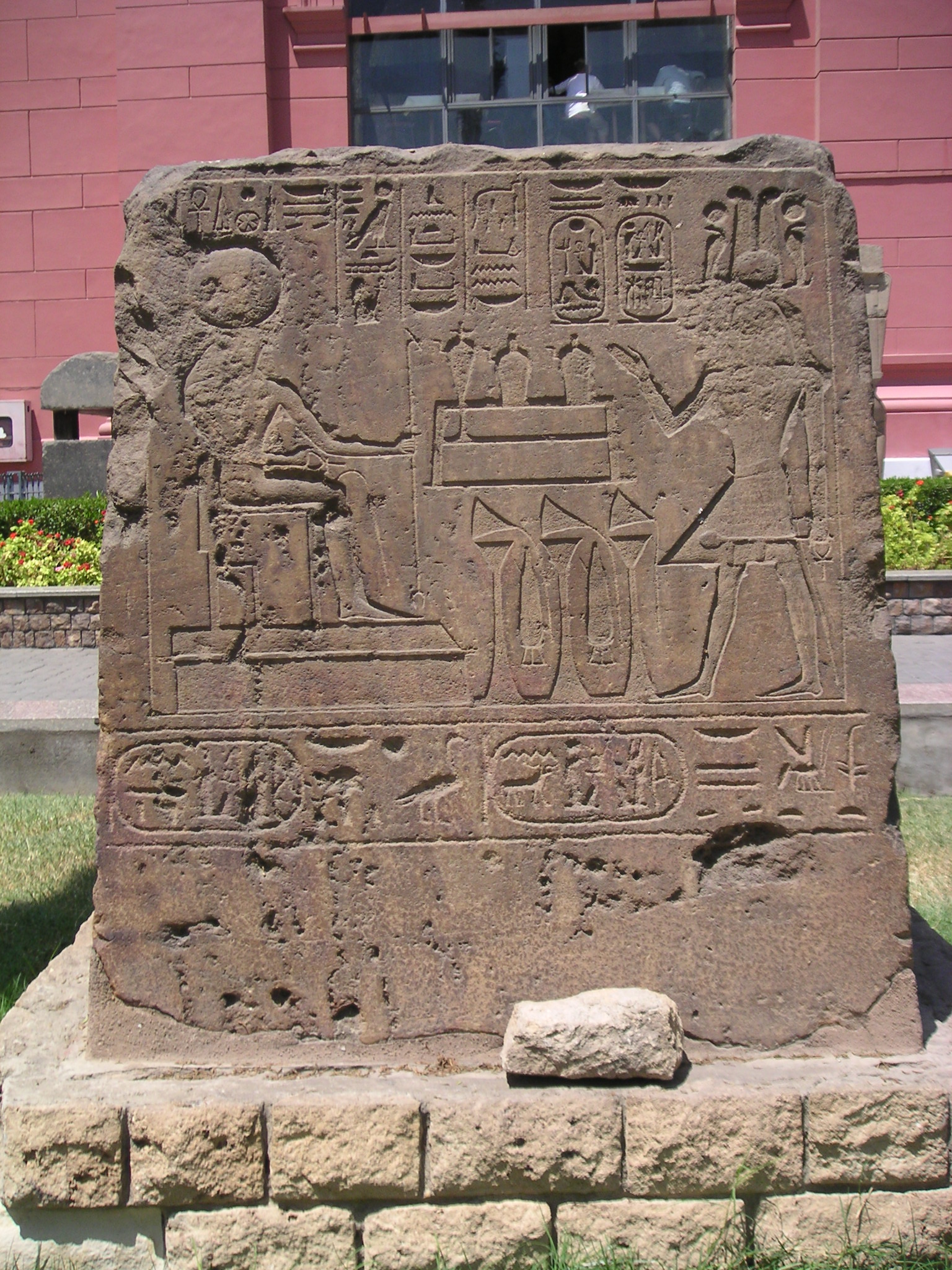
Stele dedicata a Rameses II, con iscrizioni sui popoli del Mare. Tempio di Horus ad Athribis, ora nei giardini del Museo del Cairo.

L'impero egiziano collassò verso la metà del XII secolo a.C., durante il regno di Ramesse VI. La Stele di Merenptah, prima della crisi, descrisse attacchi sferrati da popolazioni libiche, in combutta coi popoli Ekwesh, Shekelesh, Lukka, Shardana e Tursha o Teresh, e di una rivolta di Cananei, nelle città di Ashkelon, Yenoam e del popolo di Israele. Un secondo attacco durante il regno di Ramesse III coinvolse i Peleset, Tjeker, Shardana e Denyen.
Diverse altre testimonianze, concentrate tra il 1200 a.C. e il 1000 a.C., menzionano i popoli del Mare e i loro attacchi, tra cui la grande iscrizione di Karnak, la stele di Athribis, le iscrizioni di Medinet Habu, il grande papiro Harris I, più ulteriori fonti.

### Conclusione
Il collasso è stato descritto da alcuni studiosi come "il peggiore disastro nella storia antica, anche più calamitoso del collasso dell'Impero romano occidentale". Diversi popoli hanno ricordato il disastro nella mitologia, tramite storie di una "perduta età dell'oro". Esiodo per esempio parla delle tre età (dell'oro, argento e bronzo) separate dal duro e crudele mondo dell'Età del ferro a lui coevo dall'Età degli Eroi.

## Natura e cause di distruzione
L'età buia tra la fine dell'Età del bronzo e l'inizio dell'Età del ferro fu un periodo caratterizzato dal collasso delle autorità centrali, da un generale spopolamento, particolarmente in aree altamente urbanizzate, dalla perdita dell'alfabetizzazione in Anatolia e nell'Egeo (e dalla sua limitazione altrove), dalla scomparsa di modelli consolidati di commerci internazionali a lunga distanza, e da aspre lotte per il potere fra le élite.
Varie teorie sono state avanzate per spiegare la situazione di collasso, molte delle quali tra loro compatibili.

### Terremoti
È stata sostenuta l'esistenza di una corrispondenza molto stretta tra una mappa dei siti distrutti nella tarda Età del Bronzo e quella degli (sciami di) eventi sismici coevi.

### Migrazioni e incursioni
Questa tesi è stata sostenuta sulla base della vasta diffusione di ritrovamenti di Spade Naue II provenienti dall'Europa sud-orientale, e di testimonianze scritte sugli "abitanti di tutte le terre del nord"
La corrispondenza di Ugarit pone al centro dell'attenzione tali gruppi come i misteriosi Popoli del Mare. Allo stesso modo, la traduzione dei documenti conservati in Lineare B nell'Egeo, proprio prima del collasso, dimostra un aumento della pirateria e delle incursioni, provenienti in particolare dall'Anatolia, allo scopo di procurarsi schiavi. Lungo la costa libica, dopo il regno di Ramses II, gli Egizi costruirono diverse fortezze per contrastare le incursioni.

### Siderurgia
Leonard Robert Palmer argomentò che il ferro, anche se inferiore al bronzo per la produzione di armi e più difficile da lavorare, era più abbondante e di più facile approvvigionamento, permettendo così di armare eserciti più grandi che avrebbero potuto sopraffare quelli più piccoli dei maryannu, equipaggiati con armi in bronzo. Questa tesi fu successivamente indebolita dalla scoperta che lo spostamento verso il ferro accadde dopo il collasso, non prima. Sembra adesso che la contrazione del commercio a lunga distanza, un aspetto del "collasso di sistemi", possa aver causato una diminuzione degli approvvigionamenti di stagno, rendendo quindi più difficoltosa la fabbricazione del bronzo. Ciò avrebbe costretto al riuso degli utensili più vecchi ed all'impiego di sostituti in ferro.

### Siccità
È stato sostenuto che il collasso del Tardo Bronzo possa essere spiegato da marcati quanto repentini periodi di siccità, più che da invasioni di popoli e che, la migrazione dei Luvi dall'Anatolia occidentale, spesso associata alle migrazioni dei Popoli del mare, sia stata causata proprio dalla siccità. 
Più recentemente, è stato illustrato come la diversione delle tempeste atlantiche invernali, col loro passaggio a nord dei Pirenei e delle Alpi invece che a sud, porti condizioni più umide nell'Europa centrale, ma siccità nel Mediterraneo orientale. Una diversione del genere avrebbe potuto essere associata al collasso della tarda Età del Bronzo.
Cause macroclimatiche sono state indicate per gli anni successivi al 1250/1200 a.C. che sembrerebbero sempre più aridi, mentre nel 1200 a.C. si sarebbe toccato il nadir del Subboreale secco (generalmente caldo), cui avrebbe fatto seguito un periodo freddo e secco, iniziato attorno al 1150 e giunto al culmine nell'800 a.C. (fase Subatlantica). Questo fenomeno avrebbe avuto una portata mondiale, e sarebbe verificabile a livello dendrocronologico in America del Nord (con il massimo di siccità attorno al 1200 a.C.) e nel subcontinente indiano (dove coinciderebbe con la formazione del deserto di Thar e un impoverimento dei monsoni, processo iniziato dopo il 1300 a.C. e giunto al culmine attorno al 900 a.C.). Inoltre questi dati coinciderebbero con gli annali cinesi, che riportano, nei decenni che precedono la fine della dinastia Shang (1122 a.C.) sette anni di siccità, seguiti da inondazioni e da gelate estive nella valle del Fiume Giallo, e da diverse carestie gravi per tutto quel secolo.
Un ulteriore indizio potrebbe essere rappresentato dal ritrovamento di numerose opere idrauliche risalenti sempre alla fine del II millennio a.C., quali pozzi e cisterne di raccolta, nella penisola ellenica e in Sardegna. In quest'ultima, prendendo la forma di templi a pozzo (o pozzi sacri), sono associati a un vero e proprio culto dell'acqua.
Questi fenomeni potrebbero aver innescato spirali recessive politico-religiose, economiche e, infine, militari. Infatti spesso i sovrani (è il caso dell'impero ittita, particolarmente esposto alla siccità, che, in questo caso, avrebbe trasformato in steppa terreni in precedenza coltivabili) giustificavano il proprio potere con l'opera di mediazione tra l'umano e il soprannaturale, in particolare con le divinità climatiche (pioggia, tempesta ecc.); il loro fallimento avrebbe indebolito la legittimazione popolare del potere monarchico.
Inoltre la risposta all'inaridimento potrebbe essere stata di mettere a cultura nuovi terreni, disboscando altri boschi (anche in zone di seconda e terza scelta), causando un ulteriore rarefazione delle piogge ed aumentando l'erosione e la pericolosità delle alluvioni. Grandi disboscamenti avrebbero trasformato in steppe ampie aree dell'Anatolia centrale, costringendo gli Ittiti a trasferirsi a sud.
La siccità avrebbe reso l'eccedenza agricola sempre più scarsa, con una contrazione dei commerci, un aumento delle carestie (specie negli ambiti urbani che necessitavano di grandi surplus dalle campagne) e delle epidemie, causando un collasso demografico generale. Risulta piuttosto raro nella storia che un periodo caldo sia anche secco: nel 1200 a.C. sarebbe stato così, ma negli anni successivi, secondo un modello più normale nella storia del clima, il clima sarebbe stato secco e freddo, con gelate estive e primaverili (almeno nella Cina centrale, per la quale esistono fonti scritte) causa, nelle società pre-industriali, di carestie. Le carestie potrebbero aver provocato migrazioni di popolazioni affamate in cerca di cibo ma anche migrazioni di massa da aree meno colpite dalla siccità (come l'Europa centrale, naturalmente più piovosa di quella meridionale) ma più arretrate, verso zone più ricche e progredite, ma indebolite e impoverite dagli eventi. Inoltre le dinastie regnanti, incapaci di far fronte al problema della fame, avrebbero dovuto far fronte a ribellioni interne (dovute al calo della loro legittimazione ideologico-religiosa) e invasioni esterne, con eserciti demoralizzati e resi meno fedeli dal calo di legittimazione, oltre che indeboliti dalla crisi demografica; e intanto gli invasori, alla ricerca disperata di cibo, sarebbero stati molto più determinati.
Anche se c'è scetticismo riguardo alla teoria della scarsità di bronzo, l'insicurezza determinata da migrazioni ed invasioni e la contrazione dei commerci avrebbero potuto ridurre la capacità degli Stati di provvedere all'approvvigionamento di bronzo, favorendo così l'affermazione del ferro e di un nuovo modello di guerra, ad esso correlato. La diffusione del ferro (come quella di un tipo più efficiente di aratro) sarebbe in relazione con questo prolungato periodo di siccità , che avrebbe spinto a cercare nuove soluzioni. Sarebbe quindi più una via d'uscita al collasso che una causa dello stesso.
Questo sarebbe quindi multicausale, anche se di origine eminentemente climatica, dovuto alla incapacità di gestire cicli di siccità particolarmente prolungate (7-10 anni), alluvioni, altre siccità ed annate fredde.

### Mutamenti nelle tecniche di combattimento
Vari fattori (aumento della popolazione, degrado del suolo, siccità, scarsità di bronzo per la creazione di armi, nuove tecnologie per la produzione del ferro) potrebbero essersi combinati, spingendo il costo degli armamenti ad un livello che li avrebbe posti oltre le possibilità delle aristocrazie guerriere tradizionali.
È stato osservato che armi di nuova concezione, come ferri di lancia fusi e non battuti, spade lunghe dall'uso rivoluzionario, atte cioè a tagliare oltre che trafiggere e giavellotti, unite a fanterie capaci di opporsi ai carri, avrebbero potuto destabilizzare stati fondati sul loro uso da parte della classe dominante, scatenando un collasso sociale laddove scorridori e/o mercenari di fanteria avessero avuto la possibilità di conquistare le città e distruggerle.

### Collasso generale di sistema
In molti altri casi si sono verificati dei rovesciamenti nei quali una civiltà è scomparsa senza che sia stato possibile individuare chiaramente una singola causa del fenomeno; si possono citare come esempi quelli delle civiltà dell'Indo nel XX - XVIII secolo a.C., della cultura dei campi di urne del XIII-XII secolo a.C. e della cultura classica Maya nel X secolo d.C.
Ciò ha portato a tentativi di spiegare il collasso di una società considerando, una molteplicità di cause e le loro interazioni, in particolare quelle che possono aver portato ad una reciproca amplificazione, ed i punti di fragilità del sistema politico, economico e sociale. In questo modo sono state formulate ipotesi che tengono conto della complessità delle interazioni possibili, nelle quali "il venir meno di un elemento secondario causò una reazione a catena che si sviluppò su scala sempre maggiore, finché l'intera struttura giunse al collasso".
Nel contesto del Vicino Oriente, secondo alcuni punti di vista, la crescente complessità e specializzazione dell'organizzazione politica, sociale ed economica della tarda Età del Bronzo avrebbe rappresentato una debolezza che, assieme alla centralizzazione ed alla concentrazione del potere politico, potrebbe spiegare il collasso delle civiltà di quell'epoca.
Le teorie riguardanti il collasso di un sistema sociale mostrano come i declini sociali in risposta alla complessità spesso conducano ad un collasso che si risolve in forme più semplici di società.
Un altro tentativo di analisi del fenomeno, speculativo e controverso, lega la crisi della società del Tardo Bronzo all'aumento della sua complessità, ed alla conseguente necessità per la coscienza umana di passare da un comportamento legato all'istinto ed alla religione ad uno basato sul ragionamento logico

### Epidemie
Non sappiamo quando si verificò il primo caso di vaiolo: il primo di cui si abbia traccia archeologica è la mummia di Ramses V (morto sicuramente prima del 1140 a.C., per la cronologia alta di Redford nel 1156 a.C.), faraone della XX dinastia, nipote del Ramses III che aveva sconfitto i popoli del mare. Anche alcune ricerche genetiche ipotizzano l'origine del vaiolo attorno al 1000 a.C. o poco prima. Potrebbe però essere anche molto più antica, ma aver raggiunto il Medio Oriente e l'Africa dall'India solo in quel periodo. Vi è quindi un indizio di coincidenza tra il collasso dell'Età del Bronzo e la comparsa di una delle malattie epidemiche peggiori: in zone in cui non era stato presente in precedenza, come ad esempio il Giappone nel 735-737 d.C. o il Messico nel 1520, il vaiolo fu infatti responsabile della morte di almeno un terzo delle popolazioni nel giro di meno di un decennio, e in alcune zone delle Americhe e dell'Oceania fu responsabile di tassi di mortalità protratti dell'80-90%. Un'epidemia simile potrebbe aver indebolito notevolmente tutte le civiltà colpite, e aver rappresentato da solo un collasso demografico e una perdita di fiducia nei valori tradizionali (specie politici e religiosi) ed aperto la strada a vari rivolgimenti e migrazioni, come si verificò in Messico e in Perù al principio del XVI secolo.